# Lost Worlds
Lost Worlds (br: Mundos Perdidos) é um programa de televisão norte-americano, do gênero documentário, criado em 2005 e exibido pelo canal de televisão History.
O programa exibe uma variedade de obras arquitetônicas que foram perdidas com o tempo, tais como templos, castelos, cidades etc, recriando-as através da computação gráfica.

## Episódios
| Episódio | Título original                  | Título em português                      | Localidade                        |
| -------- | -------------------------------- | ---------------------------------------- | --------------------------------- |
| 1        | Palenque: Metropolis of the Maya | Palenque: A Metrópole dos Maias          | México                            |
| 2        | Knights Templar                  | Os Templários                            | Síria                             |
| 3        | Atlantis                         | Atlântida                                | Creta                             |
| 4        | Ramses' Egyptian Empire          | Ramessés e o Império Egípcio             | Egito                             |
| 5        | Athens: Ancient Supercity        | Atenas: A Supercidade                    | Grécia                            |
| 6        | Secret Cities of the A-Bomb      | As Cidades Secretas da Bomba Atômica     | Estados Unidos                    |
| 7        | Hitler's Supercity               | A Supercidade de Hitler                  | Alemanha                          |
| 8        | Jesus' Jerusalem                 | A Jerusalém de Jesus                     | Israel                            |
| 9        | Churchill's Secret Bunkers       | Os Bunkers Secretos de Churchill         | Inglaterra                        |
| 10       | The Real Dracula                 | O Verdadeiro Drácula                     | Roménia                           |
| 11       | Braveheart's Scotland            | A Escócia de Coração Valente             | Escócia                           |
| 12       | The First Christians             | Os Primeiros Cristãos                    | Grécia · Itália · Turquia         |
| 13       | The Pagans                       | Os Pagãos                                | Inglaterra                        |
| 14       | Seven Wonders of the World       | As Sete Maravilhas do Mundo              | Egito · Grécia · Iraque · Turquia |
| 15       | Kama Sutra                       | Kama Sutra                               | Índia                             |
| 16       | Secret A-Bomb Factories          | Fábricas Secretas da Bomba Atômica       | Estados Unidos                    |
| 17       | Henry VIII's Mega Structures     | Mega Estruturas de Henrique VIII         | Inglaterra                        |
| 18       | Secret U.S. Bunkers              | Abrigos Americanos Secretos              | Estados Unidos                    |
| 19       | Herod the Great                  | Herodes, o Grande                        | Israel                            |
| 20       | Building the Titanic             | Construindo o Titanic[carece de fontes?] | Irlanda                           |
| 21       | Sin City of the West             | A Cidade do Pecado do Oeste              | Estados Unidos                    |
| 22       | The Vikings                      | Os Vikings                               | Dinamarca · Inglaterra · Islândia |
| 23       | Al Capone's Secret City          | A Supercidade Secreta de Al Capone       | Estados Unidos                    |
| 24       | Lost Superpower of the Bible     | O Superpoder Perdido da Bíblia           | Turquia                           |
| 25       | Stalin's Supercity               | A Supercidade de Stalin                  | Rússia                            |
| 26       | City of Armageddon               | A Cidade do Armageddon                   | Israel                            |
| 27       | Jekyll & Hyde                    | O Médico e o Monstro                     | Inglaterra                        |
| 28       | Age of Airships                  | A Era dos Dirigíveis                     | Alemanha                          |
| 29       | Ivan the Terrible's Fortress     | Ivan, O Terrível                         | Rússia                            |
| 30       | Pirates of the Caribbean         | Piratas do Caribe                        | Jamaica                           |
| 31       | Taj Mahal                        | Taj Mahal                                | Índia                             |
| 32       | Lost City of Aphrodite           | A Cidade Perdida de Afrodite             | Turquia                           |